# Gonomyia (Leiponeura) reyesi
Gonomyia (Leiponeura) reyesi is een tweevleugelige uit de familie steltmuggen (Limoniidae). De soort komt voor in het Neotropisch gebied.